# Посольство Молдовы на Украине
Посольство Республики Молдовы на Украине — официальное дипломатическое представительство Молдавии на Украине, отвечает за поддержку и развитие отношений между двумя странами. Здание дипломатического представительства является новостройкой.

## История посольства
Украина признала независимость Республики Молдовы 21 декабря 1991 года. Дипломатические отношения между Молдавией и Украиной были установлены 10 марта 1992 года.

## Послы Молдавии на Украине
1. Ион Боршевич Гаврил (1993—1994)
2. Руссу, Ион Николаевич (1994—1998)
3. Андриевские Алексей Александрович (1998—2003)
4. Николае Черномаз (2003—2005)
5. Михаил Лаур (2006)
6. Сергей Стати (2006—2009)
7. Николае Гуменный (2009—2010)
8. Ион Стэвилэ (2010—2015)
9. Руслан Болбочан (2015[1]—2021)
10. Валериу Киверь (с 2022)